# Овербрук (Оттава)
Овербрук, англ. Overbrook — район, расположенный на востоке г. Оттава, Онтарио, Канада. Отделён рекой Ридо от Сэнди-Хилла, находится непосредственно к югу от Ванье, к западу от Касл-Хайтс и Сирвилла.

## Границы
Северной границей Овербрука является Дональд-стрит, западной — река Ридо, южной — федеральное шоссе Квинсуэй, восточной — бульвар Сен-Лоран. Поскольку районы в Оттаве являются неформальными, восточные части Овербрука нередко выделяются в отдельный район Касл-Хайтс. Главной улицей Овербрука является Квин-Мэри-стрит, идущая с запада на восток от Норт-Ривер-роуд до бульвара Сен-Лоран.

## Демография
По данным переписи 2006 г., население Овербрука составило 9437 человек. Среди иммигрантов крупнейшие группы представляли выходцы из Ливана (495) и Гаити (225).
Доминирующая религия - римский католицизм (5685 прихожан). На втором месте находится ислам - его исповедуют 1135 жителей. Также представлены англикане, протестанты, христиане-марониты.

## Социально-экономические условия
Плотность населения Овербрука довольно высока, а уровень жизни — один из самых низких в Оттаве. По данным 2005 г., около трети жителей района тратят 30 % своего дохода на плату за жильё. Всего около 36 % жителей являются собственниками домов, остальные 64 % арендуют жильё. Из домов около 1/10 нуждаются в капитальном ремонте, что выше, чем в среднем по городу. Среднее количество жильцов на 1 комнату — 0,46. Уровень преступлений против собственности — 66,4 на тысячу жителей (по Оттаве 57 на тысячу), а против личности — 52,8 на тысячу жителей (по Оттаве — 24).
Тем не менее, в западной части Овербрука возводятся новые комфортные многоэтажные кондоминиумы, и социально-экономическая обстановка в этой части района постепенно меняется к лучшему. Удобное местонахождение — близость как ко многим крупным торговым центрам вдоль бульвара Сен-Лоран и Ковентри-стрит, так и к центру города, притягивают в западную часть Овербрука жителей с постоянным и относительно высоким доходом. Вдоль западной части Овербрука, на берегу Ридо, находится обширный парк с детскими площадками, спортивными площадками и кортами, животными и птицами (американский гусь, утка, красноплечий чёрный трупиал, белка, нутрия).